# Robert Rosenthal
Robert Rosenthal, född 2 mars 1933 i Giessen i Hessen, Tyskland, död 5 januari 2024 i Riverside, Kalifornien, var en amerikansk socialpsykolog. Han är mest känd för att ha presenterat Rosenthaleffekten.